# Zwiebelbohrer
Der Zwiebelbohrer (Dyspessa ulula), auch Lauchzwiebelbohrer, Lauchbohrer oder Käuzchen genannt, ist ein Schmetterling (Nachtfalter) aus der Familie der Holzbohrer (Cossidae).

## Merkmale

### Falter
Beide Geschlechter haben ähnliche Größen. So beträgt die Flügelspannweite bei den weiblichen Faltern 18 bis 25 Millimeter, diejenige der Männchen 19 bis 26 Millimeter. Die Färbung der Vorderflügel variiert von gelbgrau bis zu gelbbraun. Auf den Vorderflügeln ist eine unterschiedlich stark ausgeprägte weißliche Fleckenzeichnung zu erkennen. Der Apex ist relativ spitz, die Fransen sind gescheckt. Die Hinterflügel sind nahezu zeichnungslos hell ocker bis gelbgrau oder bräunlich gefärbt. Die Fühler der Männchen sind kurz doppelt kammzähnig, diejenigen der Weibchen verdickt und sehr kurz kammzähnig. Thorax und Abdomen sind zottig gelbbraun mit weißlichen Strähnen behaart. Die Weibchen haben einen etwas längeren Hinterleib mit vorstehender Legeröhre.

### Ei, Raupe, Puppe
Das Ei hat eine tonnenähnliche Form, ist an den Enden abgerundet und hat eine rötliche Farbe.
Erwachsene Raupen glänzen fleischfarben. Der Kopf ist bräunlich. Auf allen Segmenten befinden sich kurze, sehr dünne, helle Borsten.
Die Puppe ist mit mehreren Stacheln am Rücken bestückt.

### Ähnliche Arten
Dyspessa kabylaria unterscheidet sich durch die wesentlich stärker gekämmten Fühler.

## Geographische Verbreitung und Vorkommen
Der Zwiebelbohrer ist im mittleren und südlichen Europa lokal verbreitet. Im Osten erstreckt sich das Verbreitungsgebiet durch Russland bis nach Zentralasien. Er kommt außerdem in Syrien, dem Iran, dem Irak sowie in einigen Gebieten Nordafrikas vor. Im Gebirge wurde er noch in 1900 Metern Höhe nachgewiesen.  Die Art besiedelt bevorzugt sandige Felder und Steppenheiden.

## Lebensweise
Die männlichen Falter fliegen vorwiegend am Vormittag im Sonnenschein oder am späten Abend auf der Suche nach den am Boden sitzenden Weibchen. Gelegentlich erscheinen sie auch an künstlichen Lichtquellen. Hauptflugzeit der univoltinen Art sind die Monate April bis Juli. Als Nahrung dienen den Raupen verschiedene Laucharten (Allium), beispielsweise Gelber Lauch (Allium flavum), Weinberg-Lauch (Allium vienale), Kugelköpfiger Lauch (Allium spaerocephalon) oder Knoblauch (Allium sativum). Sie leben in den Zwiebeln. Die Entwicklung der Raupen ist mehrjährig.

## Gefährdung
In Deutschland kommt der Zwiebelbohrer nur in wenigen Regionen vor. Die Art wird auf der Roten Liste gefährdeter Arten in Kategorie 2 (stark gefährdet) eingestuft.